# Pseudopostega acuminata
Pseudopostega acuminata là một loài bướm đêm thuộc họ Opostegidae. Nó được miêu tả bởi Donald R. Davis và Jonas R. Stonis, 2007. Nó được tìm thấy ở miền bắc Argentina và tây bắc Venezuela.
Chiều dài cánh trước là 3.1–3.3 mm. Con trưởng thành bay vào tháng 2 (in Venezuela) và tháng 4 (in Argentina).